# 蓋茨堡之役開戰首日

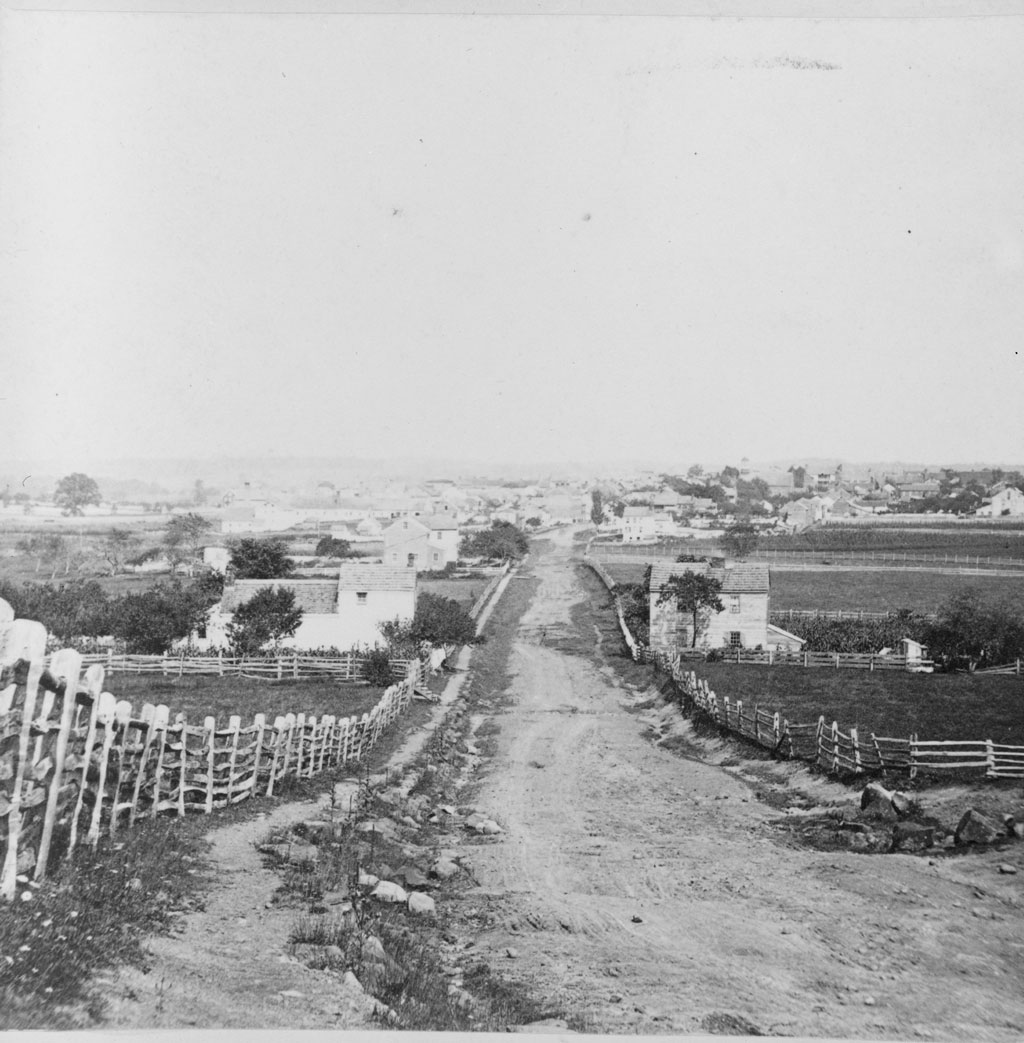
1863年的蓋茨堡，自路德神學院(Luthern Theological Seminary)方向遠眺城北。

美國內戰中的蓋茨堡之役，其開戰首日（1863年7月1日）發端於北維吉尼亞軍團（羅伯特·李將軍麾下）與波多馬克軍團（由喬治·米德將軍指揮）兩軍所屬孤立小單位之間的一場遭遇戰，而迅即逐步升級為大規模戰役。聯邦軍因寡不敵眾，撤至賓夕凡尼亞蓋茨堡南方的高地，而結束首日戰鬥。

## 早晨

### 巴福德騎兵隊之抵禦

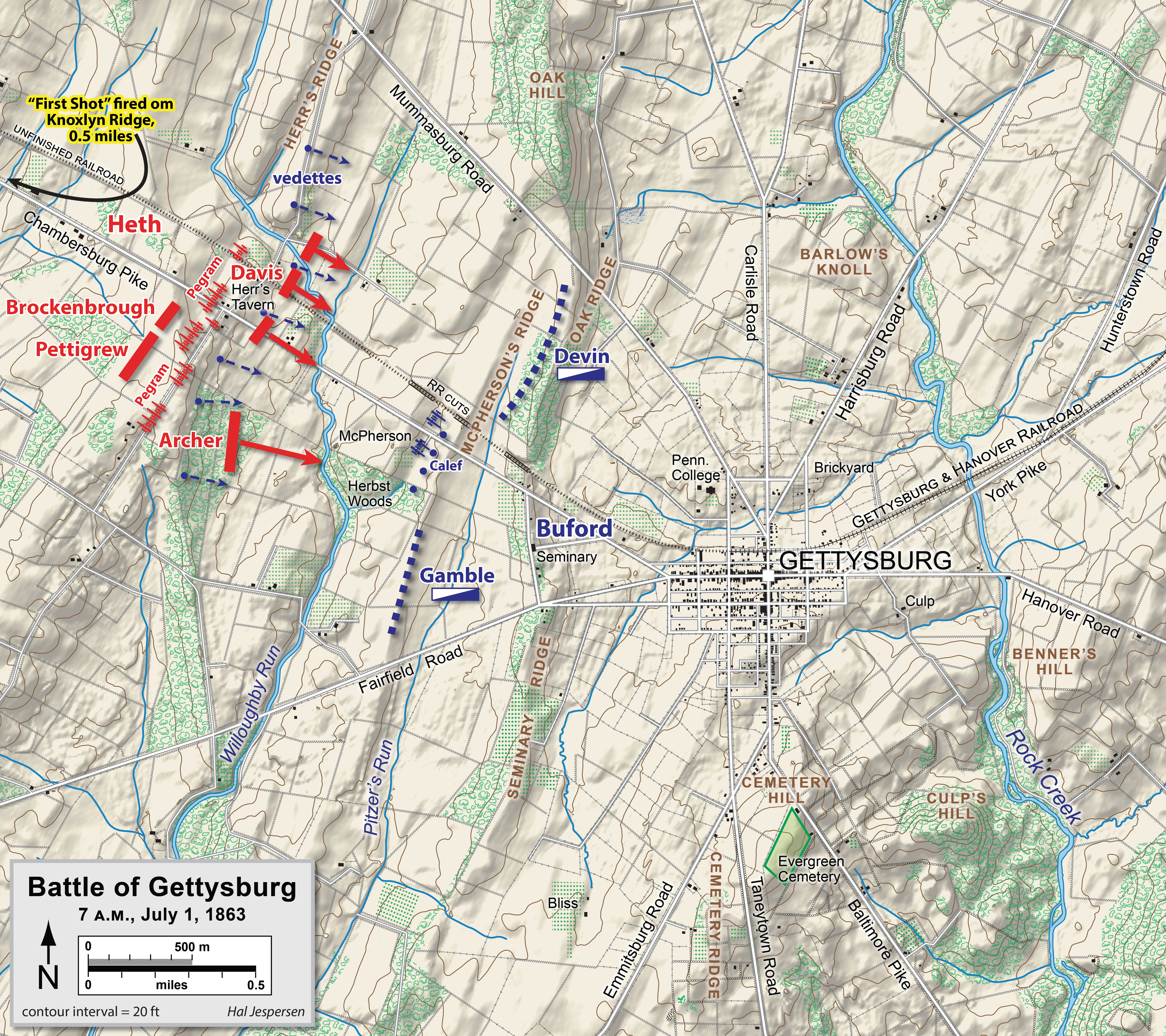
騎兵隊的遲滯作戰，7:00–10:00 a.m.

7月1日早晨，約翰·巴福德准將所部一師下轄之聯邦騎兵隊靜待自凱許城(Cashtown)方向朝西北行進的聯盟國步兵部隊。詹姆斯·培提古魯(James Johnston Pettigrew)准將所率領的聯盟國部隊於前一天曾與這支聯邦軍短暫相遇，但認為所遇到的是賓夕法尼亞州的民兵，而非掩護波多馬克軍團大軍行進的正規軍。
巴福德准將體認到蓋茨堡正南方高地的重要性，明白該處一旦落入南軍控制，米德將軍必定得極為費力才能驅逐他們。他決定利用城西三道山脊：紳士山脊（Herr Ridge）、麥克佛森山脊（McPherson Ridge）、與神學院山脊（Seminary Ridge，三道山脊自西至東接近城區），依托有利的地形以自己的小部隊遲滯優勢的南方大軍，爭取時間以待步兵（由約翰·雷諾(John Fulton Reynolds)少將所率之第一軍）抵達並佔據城南的有利防禦陣地，即墓地嶺（Cemetery Hill）、墓地山脊（Cemetery Ridge）、以及寇普嶺（Culp's Hill）。當日一早，指揮波多馬克軍團右翼部隊的雷諾將軍命令所部向巴福德將軍的駐地行進。奥利弗·奥蒂斯·霍华德少將所率領的第十一軍緊隨其後。
聯盟國中將安伯洛斯·希爾少將麾下之第三軍所轄的亨利·海斯少將所率領的師，以兩旅的兵力，各由詹姆斯·亞契（James Archer）及約瑟夫·戴維斯（Joseph R. Davis）兩位准將率領，分沿錢伯斯堡小路（Chambersburg Pike）兩側，成縱隊東進。早上7:30左右，海斯師的兩旅在城西三哩（5公里）處遭遇輕騎哨兵之輕微抵抗，於是部署為戰鬥隊型。他們最終遭遇由威廉·坎伯（William Gamble）上校所率，當時已下馬作戰之騎兵旅。此役據信由伊利諾第八騎兵隊之馬塞盧斯·瓊斯(Marcellus E. Jones)上尉首開第一槍；他對著身處半哩外，跨騎灰馬的不明人士開火。此舉僅具象徵性意義。
在約翰·加列福(John H. Calef)上尉率合眾國第二砲兵隊Ａ砲兵連(Battery A of the 2nd U.S. Artillery)進行火力掩護下，坎伯上校的人馬果斷地作戰抵禦，手持夏普斯卡賓槍(Sharps carbine)於柵欄後以突發而精準的槍法發揮拖延戰術。這是戰役進行至當時為止，最慘烈的一場戰鬥。上午10:20，聯盟國軍抵達紳士山脊，並推進至聯邦軍東面的麥克佛森山脊，而詹姆斯·瓦斯渥斯(James Samuel Wadsworth)少將所部第一軍之前鋒部隊終於抵達。部隊由約翰·雷諾(John Fulton Reynolds)少將所率，他與巴福德將軍簡短地協商過後便兼程趕回以帶領大批人馬前來。

### 戴維斯對卡勒

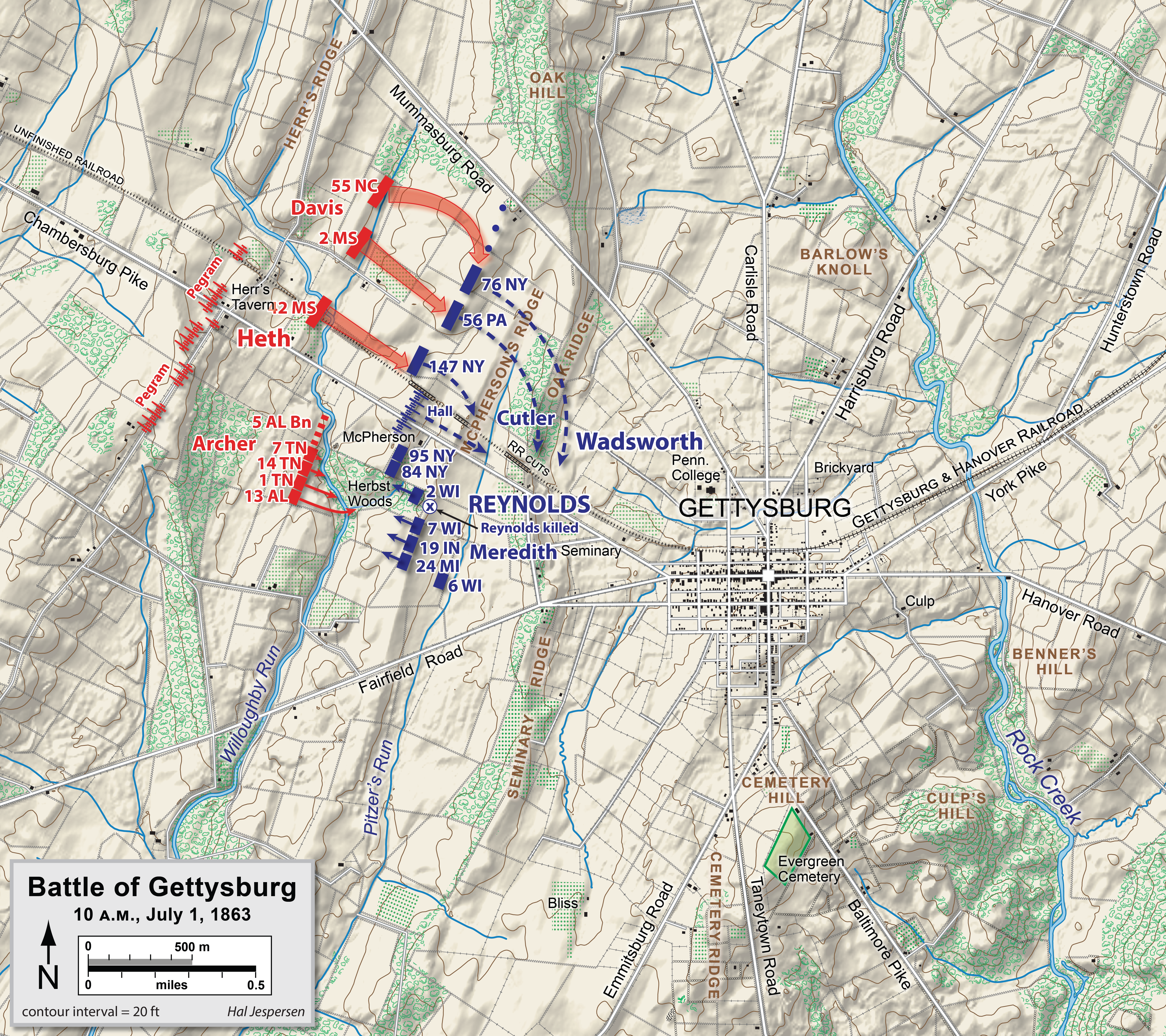
戴維斯對卡勒，10:00–10:45 a.m.

當日上午，步兵部隊沿著錢伯斯堡峰兩側進行戰鬥，而主要集中於麥克佛森山脊。山脊以北有一條未完成的鐵道路基，分為三線，淺淺地切進山脊；其南方最顯著之地貌為威洛比小徑(Willoughby Run)與厄伯斯特樹林（Herbst Woods，又稱麥克佛森樹林，但實為約翰·厄伯斯特之產業）。林山德·卡勒(Lysander Cutler)准將所率一旅聯邦軍面對戴維斯轄下之旅；卡勒所部有兩團位於峰北，兩團位於峰南，其左側為所羅門·瑪瑞迪斯（Solomon Meredith）准將所率之鐵旅（Iron Brigade），面對亞瑟之旅。
雷諾(Reynolds)將軍指揮所部兩旅就戰鬥位置，並將詹姆斯·豪爾(James A. Hall)上尉的砲兵連之火力部署於加列福(Calef)上尉原先據守之位置。雷諾將軍騎馬巡行厄伯斯特樹林東側，吆喝著：『兄弟們上啊！看在上帝的份上快上，把那些傢伙趕出樹林，』話未完便墜馬，因耳後遭子彈貫入而陣亡。（有歷史學家認為雷諾將軍是因遭狙擊手射殺而墜馬，但情況比較像是他誤中來自威斯康辛第二團亂槍齊發而四射的流彈。）由亞伯納·搭博戴少代行職權，指揮第一軍。
戴維斯之旅在就戰鬥位置之前，即遭據守聯邦軍防線右側的卡勒旅轄下三個團開火射擊。戴維斯旅的戰線與卡勒的右翼重疊，使得聯邦軍立足不穩。瓦斯渥斯令卡勒率所領各團轉進與神學院山脊。不幸的是，紐約第147團團長弗朗西斯·米勒(Francis C. Miller)中校在下令全團撤退前即因中彈而告陣亡，所部在強大的壓力下持續奮戰，直至接獲第二道命令為止。在不到30分鐘內，卡勒將軍的部隊即傷亡45%，第147團的380名官兵中有207人陣亡。戴維斯打勝仗的部隊中，有一部分攻向聯邦軍陣地以南的鐵道路基，而其他部隊則被迫西行，朝神學院山脊而去，如此使聯盟國在峰北的作戰失去重心。

### 亞契對瑪瑞迪斯

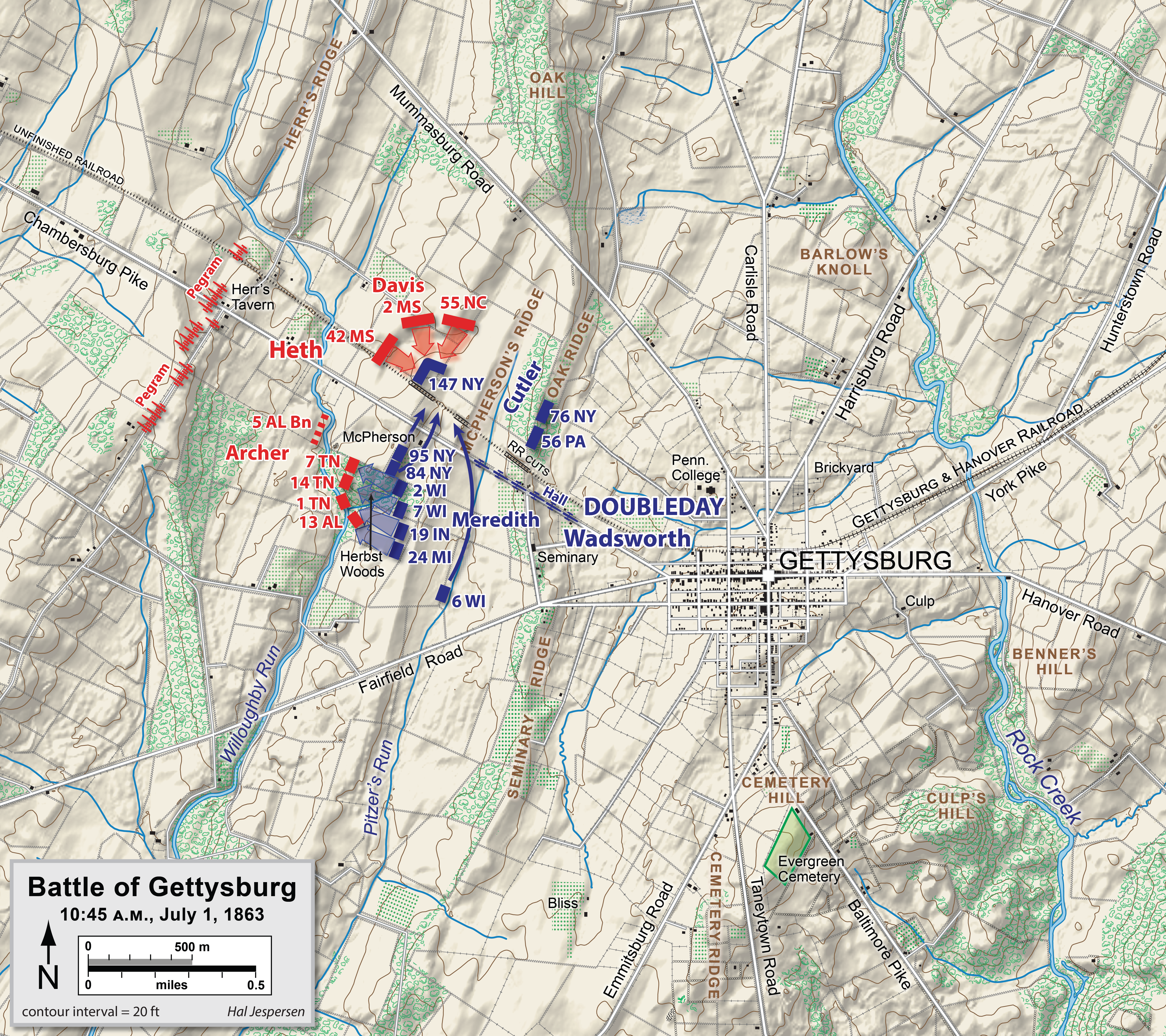
亞瑟對瑪瑞迪斯, 10:45 a.m.

在山峰以南，亞契所部原本預期可輕易打敗下馬作戰的騎兵，卻愕然發現在樹林中接戰的士兵們頭戴黑色哈迪帽(Hardee hat)：他們遇上了名頭響亮的鐵旅(Iron Brigade)。鐵旅因其下轄各團自產鐵的西部各州組成而得名，亦譽其兇猛頑強的戰鬥作風。在聯盟國軍穿越威洛比小徑，仰登厄伯斯特樹林的同時，其右翼遭聯邦軍長長的戰線包圍，整體情況恰與峰北相反。
亞契將軍本人於作戰中被俘，為李將軍麾下第一位在此戰中如此結局的將軍。亞契將軍在遭威斯康辛第2團G連的『英勇愛國並充滿熱情的愛爾蘭人』派崔克·莫隆內(Patrick Moloney)大兵俘獲時，似正位於田納西第14團駐地附近。亞契將軍曾拒捕，但遭制伏。莫隆內於當日稍晚陣亡，但因功獲頒榮譽勳章。亞契將軍在遭後送時，遇上昔日同袍搭博戴將軍愉快自然的問候：『早啊，亞契！你好嗎？真高興見到你！』亞契將軍回敬道：『哦，我真他媽的「不」高興見到「你」！』

### 鐵道切口

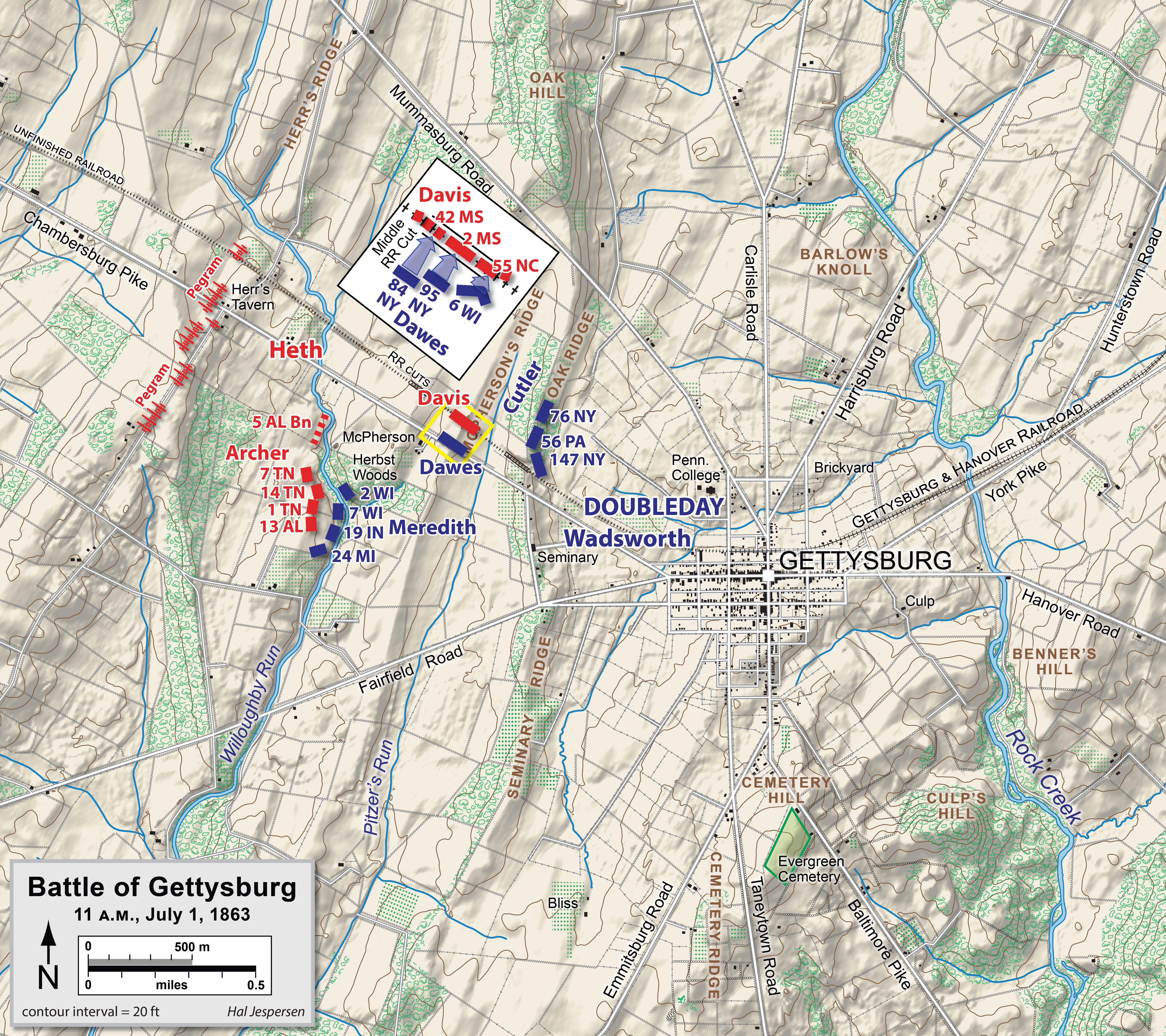
作戰於鐵道切口，11:00 a.m.

早上11點左右，搭博戴將軍將其預備隊，由魯孚·道斯(Rufus Dawes)中校所指揮的威斯康辛第6團，調至亂成一團的戴維斯旅之北。這些威斯康辛士兵據沿峰設立的柵欄開火，打斷戴維斯對卡勒的攻擊，迫其大部進入鐵道切口尋找掩敝。威斯康辛第6團在與紐約第95團與紐約第84團（又名布魯克林第14團）會師後，攻入戴維斯所部正於其中找掩護的鐵道切口。對聯盟國軍極為不幸的是，這道600呎寬的大切口（圖中三道切口的中央一道），深達15英呎，以致無法有效發揮火力。戴維斯將軍當時的位置不明，無法聯繫上指揮官使情況更形惡化。
儘管如此，道斯所部於衝鋒至切口內時仍遭遇令人止步的兇猛火力。攻方的美國國旗在衝鋒中倒下至少三次。有一次，道斯本人，在一名旗隊士官自其手中奪取墜落的國旗前，搶先一步拿下。由於兩軍戰線接近，聯邦軍的側翼回折成倒V字型。聯邦軍士兵攻抵鐵道切口時，爆發了猛烈的徒手肉搏及刺刀戰。
聯邦軍自切口兩端傾注縱射火力，許多聯盟國士兵考慮著就地投降。道斯中校對他們呼喊道：『團長在哪裡？』密西西比第二團的約翰·布萊爾(John Blair)少校起身回應：『閣下何人？』道斯答以：『本團歸我指揮。立即投降，不然我便下令開火。』道斯稍後描述了後來發生的事。
『那名軍官一語不發，將刺刀交給我作為回應。而其他槍上仍上著刺刀的部下們，跟著丟下手中的毛瑟槍。其冷靜與鎮定抑制了我方大軍槍砲齊發，拯救了敵軍幾百條性命。當我的心情自此可怕刺激的一刻平復後，我至感驚奇。』
道斯手握七支刺刀，姿勢笨拙地站著受降，但戰事繼續進行了數分鐘，聯盟國軍部分逃回至紳士山脊。聯邦軍三個團一共報告俘獲七名聯盟國軍官，以及225名聯盟國士兵，包含87名密西西比第二團的官兵。實際的數目顯然更高，因為並未計入轉交給聯邦騎兵隊的俘虜。戴維斯將軍於戰爭結束數年後，承認在該切口中失去了一名少校與八九十名的官兵。

## 日中暫歇

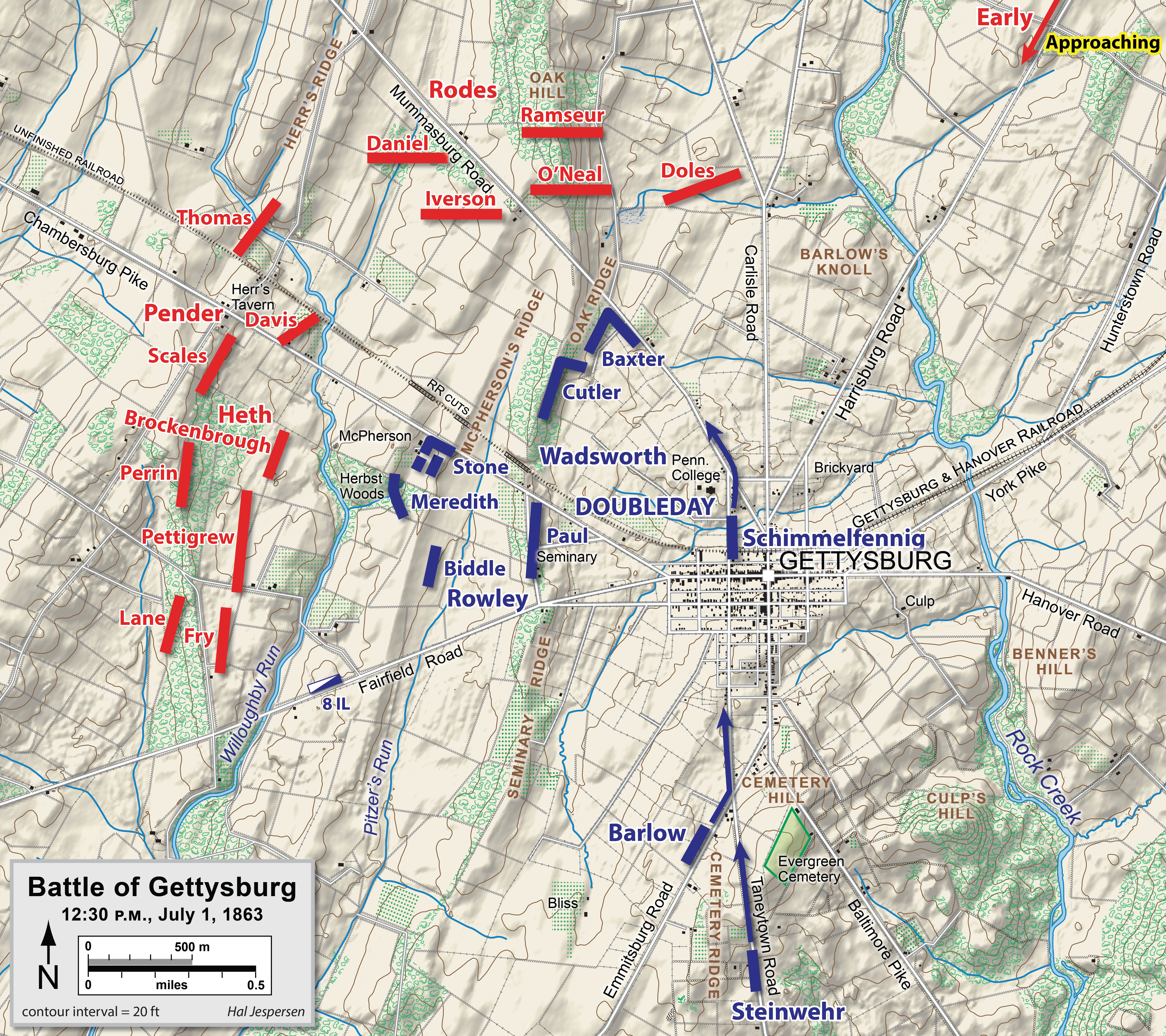
軍力部署, 12:30 p.m.

早上11:30，戰場沉寂了一陣子。聯盟國的亨利·海斯面對左右為難的情勢。李將軍曾下令在北維吉尼亞軍團全軍集結之前避免全面開戰，但他基本上由一整個步兵師所組成的火力偵搜部隊已抄至蓋茨堡；表面上是要找鞋類補給，實際上已全力進行一場遭遇戰，且至當時為止已落居下風。下午12:30，他手中所餘的兩個旅，分由詹姆斯·培提古魯(James Johnston Pettigrew)准將及約翰·布洛肯布羅(John Mercer Brockenbrough)上校率領，抵達現場。同屬希爾所率領的第三軍轄下，由威廉·潘德(William Dorsey Pender)少將所領的一師（四個旅）也同時開到。希爾軍的另外一師（由理查·安德森( Richard Heron Anderson)少將所率）當日稍晚方能抵達。
兵力可觀的聯盟國增援部隊已在途中。理查·尤爾中將麾下的第二軍兩個師由賓夕法尼亞的卡萊爾及約克鎮，自北而南向蓋茨堡進軍。羅伯特·羅德斯(Robert Emmett Rodes)所部五個旅沿卡萊爾公路行軍，於到達城區之前脫離公路，進入蓊鬱的樺樹山脊(Oak Ridge)，以接上希爾軍的左翼。具伯·爾利（Jubal Anderson Early）少將所部四個旅沿哈利斯堡公路行進。聯邦騎兵隊位於城北的警戒部隊偵知兩支部隊的移動情形。尤爾軍另外的一師（由愛德華·強森(Edward "Allegheny" Johnson)少將率領）於當日稍晚抵達。
聯邦軍的搭博戴將軍於第一軍轄下更多軍隊開抵後，重整防線。首先納入掌握的是查爾斯·溫賴特(Charles Wainwright)上校所率的砲兵隊，隨後是搭博戴所部，現由湯瑪斯·羅利准將所領一師下轄的兩個旅，由搭博戴將軍分別部署於防線兩側。第十一軍於正午前由南方開到，北上坦尼城(Taneytown)及埃米茨堡(Emmitsburg)兩條公路。上午11:30左右，第十一軍軍長奧利佛·豪爾少將聞知雷諾將軍陣亡，而他接掌聯邦軍戰地總指揮後，登上位於市中心的法恩史達克兄弟(Fahnestock Brothers)南北雜貨店屋頂瞭望全局。他回憶道：

我心情沉重，而局勢凶險，但我未有片刻遲疑。天佑我等，我軍定堅守此地直至大軍抵達。我接任戰地總指揮。

豪爾立派傳令兵至第三軍（由丹尼爾·席寇斯(Daniel Edgar Sickles)少將領軍）與第十二軍（由亨利·史羅坎( Henry Warner Slocum)少將率領）召請援軍。豪爾的第十一軍下個開到的師，是由卡爾·舒茨(Carl Schurz)少將指揮的第三師，北調據守樺樹山脊，並連結第一軍之右翼。（當豪爾負責指揮當時該地所有聯邦部隊時，舒茨暫代豪爾指揮第十一軍，此時第三師則暫交該師所轄其中一旅的旅長亞歷山大·舒門爾分尼(Alexander Schimmelfennig)准將指揮）。佛朗西斯·巴羅（Francis Channing Barlow）准將所率領的第十一軍第一師則佈防於舒茨之右，以為依托。第十一軍第三個到達的師是由阿道夫·馮·史丹維爾(Adolph von Steinwehr)率領的第二師，該師與兩連的砲兵共同駐紮於墓園嶺，作為聯邦軍後撤時的集結點。嶺上的兵力配置與早先雷諾將軍陣亡前下達給豪爾將軍的命令相符。
豪爾的計畫未成，羅德斯敗舒茨於樺樹嶺，故第十一軍各師被迫退守樺樹嶺以東，位於城北寬闊平原上的據點，連結約翰·羅賓森(John Cleveland Robinson)准將所率的第一軍預備部隊。搭博戴於聞知尤爾所部開到後，頂上了預備部隊全師兩個旅。豪爾建構的北面防線不夠強大，他很快就要面臨優勢的敵軍（他的第十一軍仍未自錢瑟勒斯維爾之役之敗中恢復，僅有8,700員可戰之兵），而他的部隊在北面防線各據點的地形，就防守而言，是糟糕的選擇。僅能希望史羅坎的第十二軍能及時趕抵固守。

## 下午

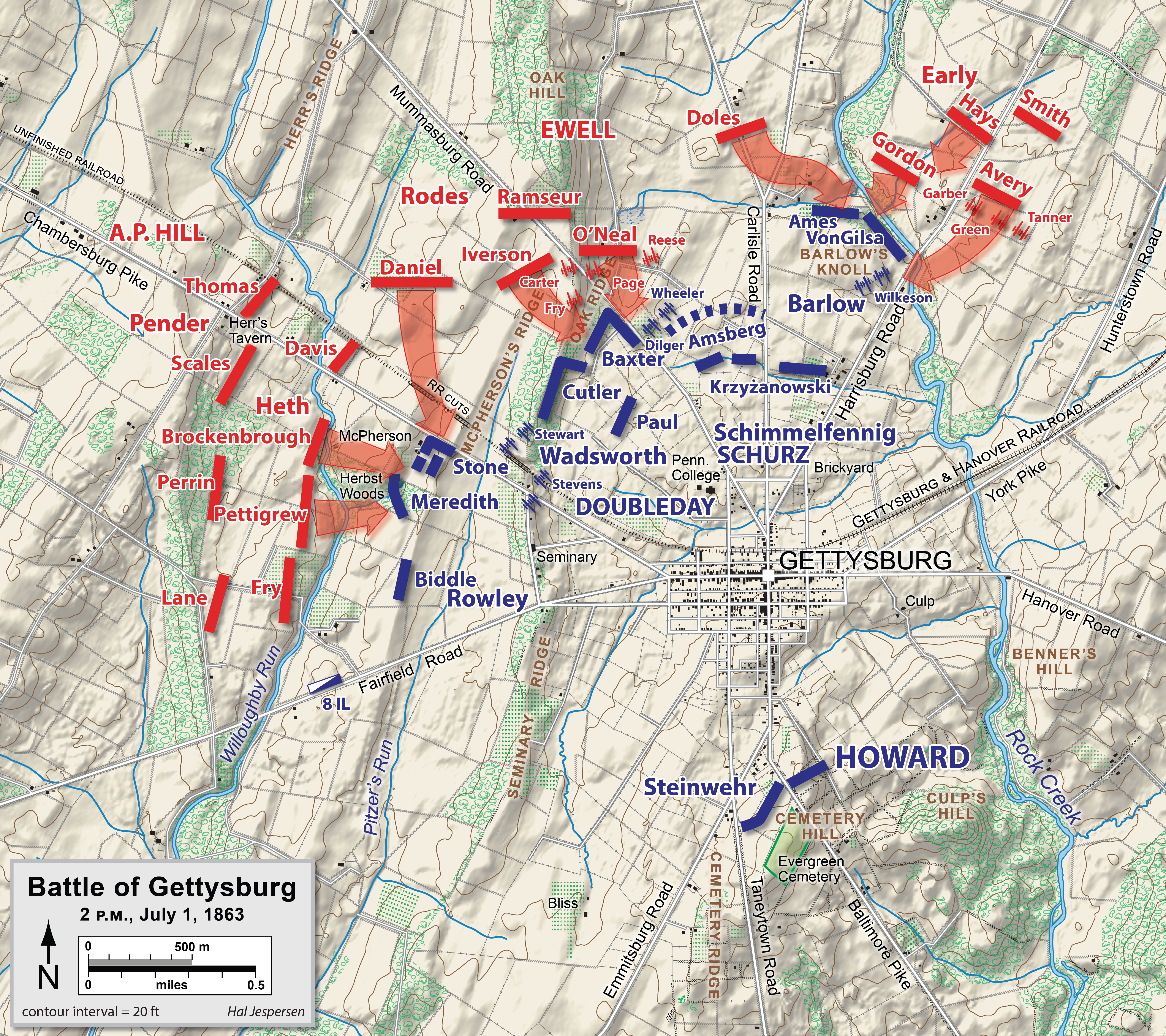
羅德斯、海斯、與爾利的攻擊，2:00 – 4:00 p.m.

當日下午，蓋茨堡西面（希爾軍重整旗鼓，再攻第一軍）北面（尤爾軍攻擊第一與第十一軍）遭襲。尤爾，連同羅德斯，於樺樹嶺見及豪爾的部隊正在當前佈防，於是展開攻擊，打斷敵軍的部署，默許將李將軍不展開大規模遭遇戰的命令放到一邊。

### 羅德斯自樺樹嶺進攻
羅德斯一開始派遣三個旅南攻位於第一軍右翼與第十一軍左翼的聯邦軍，自東至西由喬治·杜勒斯(George P. Doles)准將、愛德華·歐尼爾(Edward Asbury O'Neal)上校與奧佛瑞德·艾佛森(Alfred Iverson)准將領軍。杜勒斯的喬治亞旅警戒側翼，等待爾利師到來。歐尼爾與艾佛森攻擊亨利·白斯特(Henry Baxter)准將所部一旅下轄的第六退伍軍人團，進展緩慢。第六團的防線置為淺淺的倒V字型，北朝曼瑪斯公路(Mummasburg Road)後的山脊。歐尼爾的部隊獨自推進，而未與位居側翼的艾佛森協同一致，因而在第一軍強大的火力下敗退。
艾佛森於位居後方的情形下，與數分鐘之前的歐尼爾一般盲目前進，失於對前線作基本的增援。白斯特所部多隱敝於石牆與玫瑰叢後的樹林，在不到一百碼的距離內作毁滅性的齊射，造成北卡羅萊納旅的1,350名士兵中，傷亡800人。據傳其遺骸幾乎排列成閱兵隊型，其靴跟完全對齊。（所有屍骨稍後就地掩埋。今日，本區以『艾佛森墓穴』("Iverson's Pits")而知名，成為當地鄉野怪談之資。）
白斯特之旅氣衰而力竭，且缺乏彈藥。下午3:00，他率所部轉進，由羅賓森將軍派遣加百列·保羅(Gabriel R. Paul)准將之旅換防。羅德斯於是投入其兩旅預備部隊，由朱尼厄斯·丹尼爾(Junius Daniel)及史帝芬·拉姆索爾(Stephen Dodson Ramseur)兩位准將率先進攻，而保羅之旅據守要點。保羅本人遭子彈貫穿兩側太陽穴，使他自此永久失明（他帶傷存活，於戰役結束後又活了20多年。）當日戰事結束之前，旅上另有三名指揮官負傷。
丹尼爾的北卡羅萊那旅繼而作另一波攻擊，企圖突破第一軍於錢伯斯堡峰西南側之防線，卻一頭撞進羅伊·史東(Roy Stone)的賓夕法尼亞『毛尾旅』("Bucktail Brigade")早上於該區沿鐵道切口作戰時所架構之火網中。一番惡鬥最終平息。

### 海斯重整旗鼓再戰
李將軍於下午2:30左右到達戰場，羅德斯所部之進攻正如火如荼。李將軍見及攻勢已起，於是解除對大規模遭遇戰的限制，並允許希爾繼續早上的攻擊。希爾師會同兩旅生力軍，再次率先投入戰場。兩旅分別為培提古魯所率之北卡羅萊那旅，為軍團中人數最多之旅；以及約翰·布洛肯布羅(John Mercer Brockenbrough)上校之維吉尼亞旅。
培提古魯一旅之戰線延伸向南，位由鐵旅的防線外圍，封住印第安那第19團的左翼。培提古魯的北卡羅萊那旅在整場戰事中最猛烈的一次交火中，迫使鐵旅後撤。鐵旅於遭壓迫撤出樹林後，暫時於西邊的開闊地上守住三處據點，但又再次退卻至路德神學院。瑪瑞迪斯上校遭座騎壓倒，因頭部負傷而躺下。鐵旅的左側為查普曼·畢多(Chapman Biddle)上校之旅，在麥克佛森山脊中防守一片開闊地，遭敵軍側翼迂迴而死傷慘重。鐵旅右側為史東的毛尾旅。該旅依托錢迫斯堡峰面對北面與西面，遭布洛肯布羅與丹尼爾共同夾擊。
當天下午，攻方死傷無數。北卡羅萊那第26團（士官兵合計近900人，為全軍人數最多之一團）損兵折將，首日戰事結束後僅餘212名兵員；團長亨利·柏格溫(Henry K. Burgwyn)上校遭子彈貫穿胸部，傷重不治。為時三日的戰事結束後，第26團僅餘26人堪戰，為此役南北雙方死傷最重之一團。該旅的密西根第24團，損失496名兵員中的363人。該團旗隊中有9人中槍陣亡，團長亨利·莫羅(Henry A. Morrow)頭部負傷被俘。畢爾德旅的賓夕法尼亞第151團於467名官兵中的損失337人。
戰役中階級最高的負傷者是頭部中槍的海斯將軍。他因軍帽太大而在帽中塞入一大疊紙張，於是卡住了子彈，遂未因而殉職，但對後續的戰事產生額外的影響。海斯將軍無法繼續指揮戰事，且未命令潘德的師兼程挺進以支援陷入泥沼的攻擊。潘德在戰役的此一時期出奇地被動，這位李將軍麾下的年輕猛將以自己的步調推進。海斯將軍雖對疏於命令其向前推進須負部分責任，但當時他已負傷。後世無法經由史料瞭解潘德之動機，他於次日負傷不治，未曾對此留下隻字片語。

### 爾利攻擊第十一軍
卡爾·舒茨的第十一軍在防禦上碰到麻煩。他將亞歷山大·舒門爾分尼(Alexander Schimmelfennig)准將指揮的第三師佈防於左翼，佛朗西斯·巴羅(Francis Channing Barlow)的第一師則被置於右翼。如此一來，舒茨僅剩4個旅可用來掩護城北一大片欠缺有利地形的開闊地，自左至右，為原由舒門爾分尼指揮的旅（目前由喬治·馮·安斯伯格(George von Amsberg)上校代理指揮），以及分別由渥德吉米爾茲·喀基贊諾斯基(Włodzimierz Krzyżanowski)上校、阿戴爾伯特·亞美斯(Adelbert Ames)准將、以及李奧波·馮·吉爾沙(Leopold von Gilsa)上校指揮的3個旅。
巴羅推進至突出舒門爾分尼師之北，佔領岩河(Rock Creek)上方一處名為布羅瑟高地（Blocher's Knoll，此役之後則以巴羅高地(Barlow's Knoll)的稱呼而知名）的小丘，使情勢更形惡化。此舉為嚴重誤判，在整體防線上造成一處可招致多邊攻撃的突出部。巴羅之理由為預防羅德斯師下轄的杜勒斯旅佔據該高地，並倚之為砲兵陣地以對付攻方。
理查·尤爾的第二師，由具伯·爾利指揮，掃清哈利斯堡公路(Harrisburg Road)沿線，戰線綿延三旅寬，幾乎遍及一哩，也比聯邦軍的防線長了近半哩。爾利以大規模砲擊開攻，約翰·高登准將之喬治亞旅繼而對巴羅駐防的高地展開正面攻擊，牽制守方兵力；而哈利·黑斯(Harry Hays)准將與艾薩克·艾佛瑞(Isaac Avery)上校掩襲其暴露之側翼。杜勒斯在同一時間與高登分進合擊。高登的目標為巴羅高地上，吉爾沙旅中900名倒楣的守軍。五月間，其下兩個團在錢瑟勒斯維爾之役中成為石城傑克森發動側翼攻擊的目標。紐約第54團與第68團勉力支持，但寡不敵眾；賓夕法尼亞第153團接著潰敗；企圖重整旗鼓的巴羅體側中槍被俘；巴羅轄下，由亞美斯指揮的第二旅，自此遭杜勒斯與高登夾擊。聯邦軍的這兩個旅在南撤時陣腳大亂。
對第十一軍的攻擊現集中於舒門爾分尼將軍所部之師，全師陷入羅德斯與爾利兩個砲兵連致命性的交叉火網中，在佈防中又遭杜勒斯的步兵攻擊。爾利的部隊得以展開側翼攻擊，並迫使該師右翼向防線中央收縮，全師於向城區方向轉進時陷入一片混亂。安斯伯格之旅下轄之紐約第157團於師老兵疲之餘發動反攻，三面受敵，傷亡307名官兵（75%）。
目睹慘況的豪爾將軍自舒門爾分尼之預備部隊中抽調一個砲兵連與一個步兵旅，由查爾斯·寇斯特(Charles Coster)上校率領，投入前線。寇斯特部署於城北磚廠的防線遭海斯與艾佛瑞重兵夾擊。他為撤退中的友軍爭取到可貴的喘息機會，但代價沉重：寇斯特所部800人，及轄下砲兵連所屬的四門火砲中，共有313人連同兩門大砲遭俘擄。
戰鬥開始不到一小時後，第十一軍完全崩潰。全軍共損失3,200人（含1,400名俘虜），約當自墓園嶺前調之半數兵員。杜勒斯與高登兩旅之全部損失不到750人。

### 羅德斯與潘德突穿防線

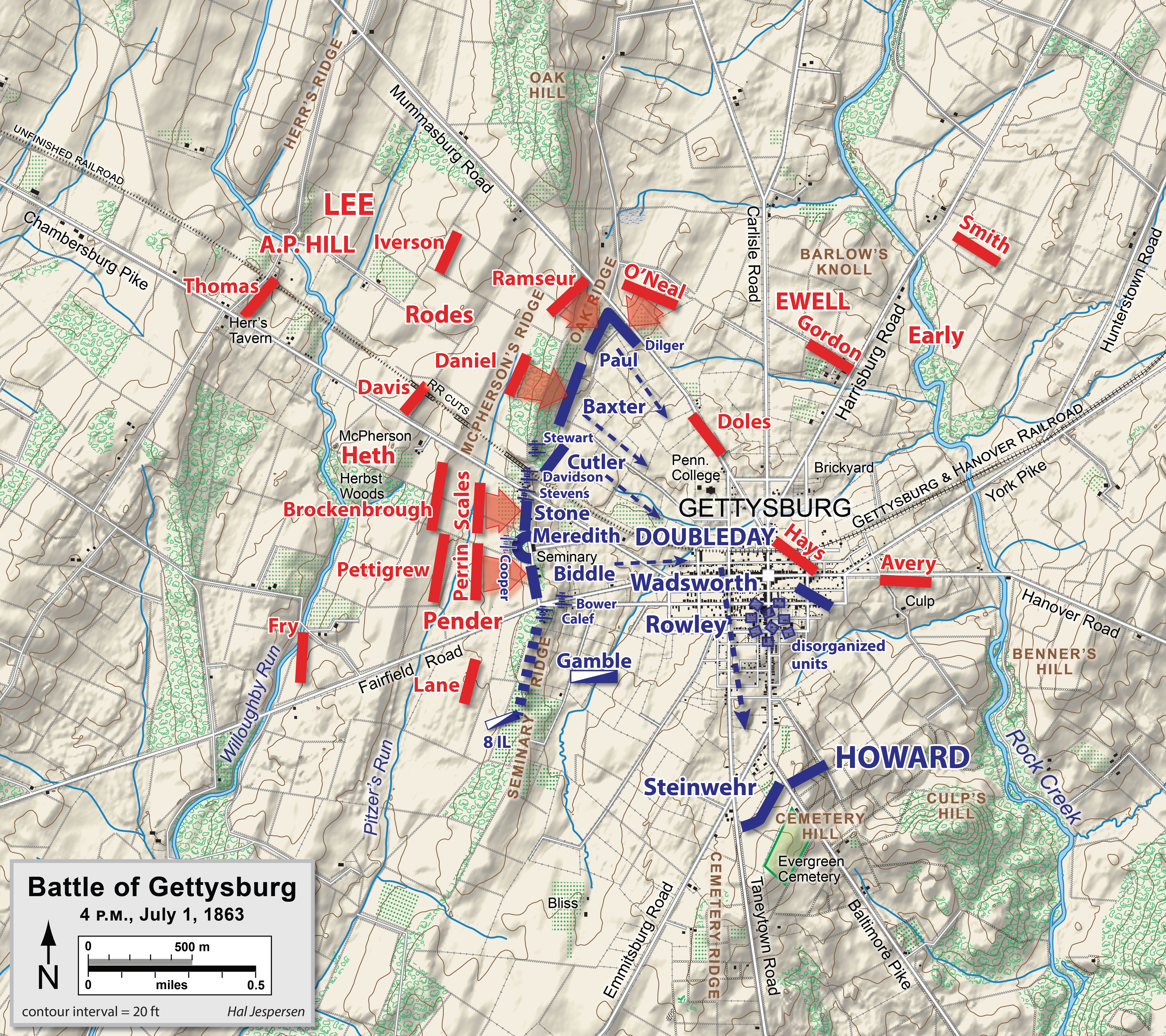
羅德斯與潘德突破防線，4:00 p.m.

羅德斯原先於下午2:00進行的攻擊因行動有瑕疵而陷入僵局，但他動用由拉姆索爾指揮的預備旅，打擊保羅旅位於曼瑪斯公路上的突出據點；杜勒斯之旅逆襲第十一軍左翼；而丹尼爾之旅轉向守軍東側，對著樺樹嶺上的白斯特重新發動攻勢。由於爾利於其側翼助攻發揮重要效果，羅德斯此次的行動成功得多。
東面的聯邦軍部隊潰退至神學院，在倉促間於舒馬克廳(Schmucker Hall)的西面構築600碼長、南北向的臨時性矮牆工事，作為溫賴特的砲兵大隊之20門火砲的依托。希爾軍轄下的潘德師於下午4:00左右行軍穿越師老兵疲的海斯部隊，以收拾第一軍殘部。奧佛瑞德·史傑爾(Alfred Moore Scales)准將之旅率先攻擊敵軍北翼。他轄下五團的1,400名北卡羅萊那官兵於蓋茨堡之役第三日，在內戰中最猛烈的一次火砲齊射下，進行皮克特衝鋒，實質上全軍覆没。戰役第三日的砲擊與此次猛轟的激烈的程度相當，但這次的範圍較為集中。20門火砲彼此僅隔5碼，連同中間交雜著的無數球型彈藥箱、彈殼、金屬罐、以及連體金屬罐環繞來襲之旅，全旅存活500人，由僅餘的一名中尉指揮。史傑爾於戰後寫道，他碰上的僅有『各個團倖存的這邊一個班、那邊一個班。』
南端與中央的攻勢仍持續著。亞伯納·皮爾林(Abner M. Perrin)上校令其阿拉巴馬旅（四團共1,500人）向前疾衝，無須停步開槍。皮爾林本人跨騎馬上領頭衝鋒，目標顯著，但奇蹟似地毫髮無傷。他指揮所部衝進聯邦軍左翼矮牆工事的一處弱點，介於畢多左側之賓夕法尼亞第121團、與坎伯的騎兵警戒部隊之間，一道五十碼寬的缺口。全旅突入，掩襲聯邦軍側翼，並迫其朝防線中央北撤收縮，而史傑爾的部隊已釘死其右翼。下午4:30左右，聯邦軍防線各據點已無法支持，且全軍可見第十一軍自戰場北側受聯盟國軍壓迫而後退。搭博戴將軍下令全軍撤至墓園嶺。
戰場南側，詹姆斯·練(James Henry Lane)准將所部北卡羅萊那旅，在哈格斯城公路(Hagerstown Road)上飽受聯邦騎兵襲擾，對這場進攻幫助有限。愛德華·湯瑪斯(Edward L. Thomas)准將的喬治亞旅作為全軍後衛，實力保存完整。潘德與希爾皆未召其助攻，或於突穿後擴大戰果。

### 聯邦軍轉進
各軍後撤之次序至今未明，兩軍互責對方之不是。記載此一事件的史料主要有三種說法。第一種，也是最通行的一種，是巴羅高地之敗引發全線以逆時鐘方向潰逃。第二種，是巴羅高地防線與神學院的防禦約於同時崩潰。第三種，是防線中央的羅賓森師陣腳鬆動，並擴及左右兩翼。豪爾將軍呈報米德將軍的說法為，他的軍被迫後撤導因於側面的第一軍崩潰在先。此說或減其難堪，但令搭博戴將軍及其部下極為不滿。（搭博戴將軍的前途實際上毁於豪爾將軍此番說詞上。）
各軍在不同的時間獲令撤退，撤退的時間也有差池。據守神學院山脊之旅從容緩慢地後撤，控制局面；但溫賴特上校的砲兵未接獲撤退令，發覺時已成孤軍。溫賴特瞭解情況後，下令各砲徒步撤退，希望不致使所屬步兵驚惶失措，演變成全線潰逃。當壓力增強後，溫賴特命令餘下的十七門火砲三三並排，疾馳通過錢伯斯堡街(Chambersburg Street)。希爾將軍失於令其預備隊追擊這批神學院的守軍，錯失大好良機。
在鐵道切口附近，丹尼爾之旅重新發動攻擊，近500名聯邦軍投降被俘。保羅之旅承受拉姆索爾攻擊，嚴重被孤立。羅賓森將軍令其全軍撤退，並命緬因第16團『不惜代價』死守斷後。該團在查爾斯·提登(Charles Tilden)上校指揮下，還守曼瑪斯公路上的石牆工事，以猛烈的火力為全旅其他單位爭取可貴的時間逃逸，這批軍隊撤走的秩序較自神學院轉進者混亂得多。開戰當日，緬因第16團共有298人，經此斷後之役後，僅餘35人倖存。
這是一場令第十一軍難過並聯想起五月間的錢瑟勒斯維爾之役的大撤退。在海斯與艾佛瑞重兵追擊下，第十一軍各部擁塞於城中街道上，寸步難行。撤退路線未經規劃，徒手肉搏隨處發生。軍中有些單位有秩序地且戰且走，如據守磚廠的寇斯特部。蓋茨堡內的市民們在這場砲彈四處呼嘯的騷亂中驚惶失措，逃亡的難民們擁入本已水洩不通交通中。若干官兵試圖躲進民居的地下室或柵欄圍起的庭院，以避免被俘。舒門爾分尼將軍為其中之一，他翻越圍籬，躲入葛喇區(Garlach)家廚房菜園的柴堆後，連躲三天，直至此役結束。第十一軍的官兵們唯一的優勢為熟悉通往墓園嶺的道路，他們當天早上剛剛經過。至於第一軍的將士們，包含資深軍官在內，皆對墓園嶺之所在一無所知。
聯邦各軍登上墓園嶺後，遇上了果斷堅毅的溫菲爾德·漢考克少將。米德將軍於知曉雷諾將軍陣亡時，正身處於蓋茨堡南方九哩處的坦尼城(Taneytown)。他隨即派遣漢考克將軍率領第二軍，帶同最親信的部屬，趕赴戰地坐鎮指揮，並判斷蓋茨堡可否作為決戰之所。（米德原計劃於皮配溪(Pipe Creek)佈防，但進行中的戰事使這項方案難以達成。）
漢考克抵達墓園嶺後，遇上了豪爾將軍並簡短討論米德將軍的命令。較為資深的豪爾將軍很不情願地接受漢考克將軍的指揮。漢考克趕到時雖已過了下午4:00，且對當日戰事幾未經營，但也鼓舞嶺上的聯邦軍，『跋扈又專權』（而且外行）地命他們防守各據點。在選定蓋茨堡為決戰場所後，他告訴豪爾將軍：『我認為此處地理天成，是我所見過適宜作戰的最堅強據點。』在豪爾將軍同意後，漢考克下結論道：『很好，將軍，我就選定此處為主戰場。』波多馬克軍團工兵司令高佛紐·華倫(Gouverneur Kemble Warren)准將視察地形後，同意漢考克的看法。

## 入夜
李將軍同樣瞭解聯邦軍據守墓園嶺這塊高地的潛在防禦力量，他下令尤爾『如果行得通』就拿下墓園嶺，尤爾將軍決定不發動攻勢。一個可能的原因是所部在入夜前的一場激戰中過於疲勞，但其轄下的愛德華·強森(Edward "Alleghany" Johnson)之師剛好抵達，精力充沛。另一個可能原因是，在經由蓋茨堡街道等狹小路徑後，立即轉而向北仰攻，實屬困難。尤爾曾考量過拿下寇普嶺，此舉可使墓園嶺上的聯邦軍陣腳鬆動。後來他接獲報告，一支聯邦軍（可能是索羅門的第十二軍）正沿漢諾瓦公路前來，部分且已登嶺，因而放棄進攻的想法。
李將軍的命令因讓尤爾有太多斟酌的餘裕而受批評。主動積極的石城傑克森若能活著指揮李將軍麾下這支部隊，則此令將如何執行；若聯盟國砲兵部署於墓園嶺上，控制墓園山脊與聯邦軍位於巴爾的摩小路（Baltimore Pike）的交通線，次日的戰事會如何進行；這些推測頗令人關注。（最可能的情況是米德將軍會執行其原訂計畫，在皮配溪一線佈防；並在南軍施壓的危險下，撤出波多馬克軍團。）
雙方兩個軍團的其他單位大部分於當晚或次晨抵達。強森師加入尤爾軍，而理查·安德森(Richard Heron Anderson)之師加入希爾軍；由詹姆斯·隆史崔特中將領軍、有三個師兵力的第一軍，在早晨抵達；詹姆斯·史都華的騎兵旅仍逡巡於戰區外圍希望能作大範圍的奇襲，導致李將軍很難受地喪失『軍團之耳目』。史都華當時若在場探勘聯邦軍之確切位置，則當日一早意外開打的這場戰事是否還會發生，殊成疑問。在聯邦軍方面，米德本人直到半夜方才抵達；第二軍與第三軍防守墓園山脊；第十二軍與第五軍在東邊近處。唯第六軍遠離戰場，正兼程急進以與波多馬克軍團會師。
開戰首日捲入超過25,000名聯盟國軍與18,000名聯邦軍，於戰史中排名第23。當日雖是李將軍及其北維吉尼亞軍團之捷，接下來的兩天方能最終決定蓋茨堡之役勝負誰屬。

## 延伸阅读
- Bearss, Edwin C. Receding Tide: Vicksburg and Gettysburg: The Campaigns That Changed the Civil War. Washington DC: National Geographic Society, 2010. ISBN 978-1-4262-0510-1.
- Catton, Bruce. Glory Road. Garden City, NY: Doubleday and Company, 1952. ISBN 0-385-04167-5.
- Foote, Shelby. The Civil War: A Narrative. Vol. 2, Fredericksburg to Meridian. New York: Random House, 1958. ISBN 0-394-49517-9.
- Freeman, Douglas S. Lee's Lieutenants: A Study in Command. 3 vols. New York: Scribner, 1946. ISBN 0-684-85979-3.
- Freeman, Douglas S. R. E. Lee, A Biography （页面存档备份，存于）. 4 vols. New York: Scribner, 1934.
- Gottfried, Bradley M. The Maps of Gettysburg: An Atlas of the Gettysburg Campaign, June 3 – 13, 1863. New York: Savas Beatie, 2007. ISBN 978-1-932714-30-2.
- Grimsley, Mark, and Brooks D. Simpson. Gettysburg: A Battlefield Guide. Lincoln: University of Nebraska Press, 1999. ISBN 0-8032-7077-1.
- Hall, Jeffrey C. The Stand of the U.S. Army at Gettysburg. Bloomington: Indiana University Press, 2003. ISBN 0-253-34258-9.
- Laino, Philip. Gettysburg Campaign Atlas. 3rd ed. Gettysburg, PA: Gettysburg Publishing, 2009. ISBN 978-0-983-8631-4-4. First published in 2009 by Gatehouse Press.
- Mackowski, Chris, Kristopher D. White, and Daniel T. . Fight Like the Devil: The First Day at Gettysburg, July 1, 1863. Emerging Civil War Series. El Dorado Hills, CA: Savas Beatie, 2015. ISBN 978-1-61121-227-3.
- Teague, Chaplain Chuck. "Barlow's Knoll Revisited" （页面存档备份，存于）, Military History Online website, accessed July 9, 2013.